# 安田堅親
安田 堅親（やすだ かたちか）は、戦国時代から江戸時代前期にかけての武将。上杉氏の家臣。北越後の国人衆・揚北衆の一つ安田氏の当主。北蒲原郡白河庄の安田城主。

## 生涯
弘治3年（1557年）に河田元親の三男として誕生。
始め中条藤資の養子となるが、中条家家臣団との対立などから実家に帰る。後に安田有重の養子となり、天正年間に安田氏（同じ上杉家臣の安田能元を始めとする毛利安田氏とは別氏族である大見安田氏)の家督を相続する。以後、朝鮮出兵や上杉家の会津移封に従い、仙道に2500石の知行を得ている。
寛永16年（1639年）に死去、享年83。嫡男の吉親は元和4年（1618年）に死去したため、娘婿の家親（福島秀重の三男）が家督を相続した。